# Scuola cretese

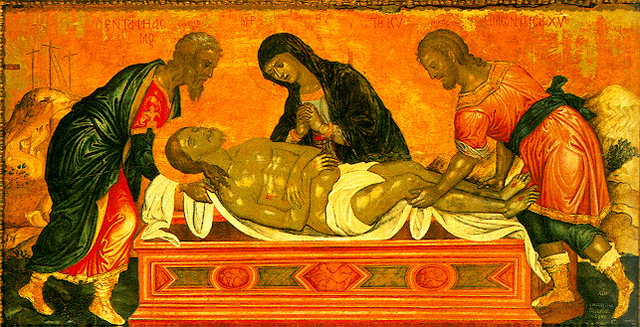
Icona di Emmanuel Tzanes Bounialis, del diciassettesimo secolo, (Paul and Alexandra Canellopoulos Museum, Atene)

Con il termine scuola cretese si indica un'importante scuola pittorica, conosciuta anche con il nome di scuola Post-Bizantina, movimento che fiorì sull'isola di Creta sotto controllo della Serenissima tra il 1204 e il 1669. Grazie a questa situazione politica, in particolare dopo la caduta di Costantinopoli, fu il principale centro artistico cristiano di matrice greca dal quindicesimo al diciassettesimo secolo. In questo ambiente si sviluppò un particolare stile pittorico che fu marcato, sia dalla tradizione e dai movimenti di matrice bizantina che latina. Il più grande artista di questa scuola fu El Greco, artista che dopo aver mosso i suoi primi passi in questo ambiente, presto lasciò l'isola per Venezia, abbandonando progressivamente questa sua impronta iniziale.

## XV secolo
Vi era un'importante domanda di icone bizantine in Europa durante il Medioevo e essendo Creta un possedimento veneziano sin dal 1204, fu presto un centro di produzione di queste opere d'arte. Un probabile esempio di questa produzione è la famosa icona della Vergine oggi a Roma, chiamata Nostra Madre del Perpetuo Soccorso, di cui è attestata la presenza a Roma dal 1499. A quel momento vi erano poche differenze di stile rispetto alle classiche icone bizantine, e la qualità delle stesse era inferiore rispetto a quanto prodotto a Costantinopoli.
Di questo periodo sono anche numerosi affreschi in chiese e monasteri dell'isola, di cui circa 850 del XIV e XV secolo si possono ancora ammirare. Gli affreschi di questo periodo sono molto più numerosi di quelli del periodi precedente o successivo..
Alla fine del XV secolo, gli artisti cretesi crearono un distintivo stile di pittura di icone. Esso era caratterizzato da contorni precisi, una modulazione dell'incarnato ottenuta sotto tinteggi in marrone scuro e denso, una maggior messa in evidenza delle guance nei volti, colori brillanti delle vesti con un disegno geometrico delle pieghe, il tutto con una composizione del quadro più equilibrata, o immagini nitide, corpi sottili, tendaggi lineari e movimenti trattenuti. I più famosi artisti di quel periodo furono Andreas Ritzos (c. 1421-1492), suo figlio Nicholas e Angelos Akotantos, che fino a poco tempo fa era ritenuto un pittore di stile conservatore del XVI secolo; oggi, dopo la scoperta di un dipinto firmato e datato 1457, si evince che era invece un innovativo artista quattrocentesco che tra i primi fuse gli stili orientali e occidentali in quello che sarebbe stata riconosciuta come la Scuola cretese. Dal 1457 infatti si data l'inizio di questo nuovo stile con molte icone presenti sia in chiese cattoliche che ortodosse.. Pure rinomati furono gli artisti Andreas Pavias (morto dopo il 1504), il suo pupillo Angelos Bizamanos e Nicholas Tzafuris (morto prima del 1501).
.

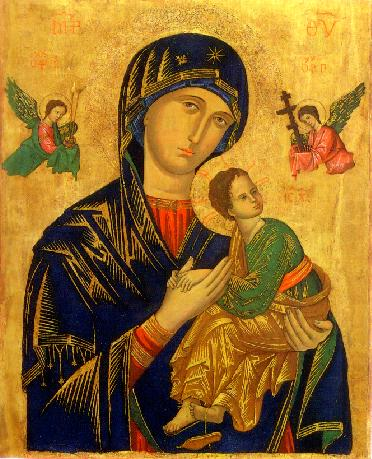
Nostra Madre del Perpetuo Soccorso, inizi della scuola cretese, sicuramente a Roma dal 1499

Già prima della caduta di Costantinopoli vi sono evidenze di una migrazione di artisti da Costantinopoli a Creta. Migrazione che si accrebbe con la caduta dell'impero Bizantino nel 1453, quanto l'isola divenne il più importante centro artistico dell'arte greca, che influenzò lo sviluppo artistico del resto della regione. Icone cretese vennero commissionate in particolare da monasteri del monte Athos e da altri monasteri della regione.. Questa scuola ebbe un piccolo concorrente della scuola di Rodi fino al 1522 quando cadde in mano turca, ma la stessa fu comunque meno numerosa e influente di quella cretese.. 
Gli archivi veneziani conservano una abbondante documentazione del commercio di icone tra Creta e Venezia che verso la fine del XV secolo divenne una produzione di massa. A tal proposito esiste la documentazione di una ordinazione fatta nel 1499 da Venezia per 700 icone della Madonna di cui 500 in stile occidentale e 200 in stile bizantino. La commissione venne fatta a tre artisti cretesi da due commercianti, uno veneziano e l'altro greco, i lavori dovevano essere consegnati entro 45 giorni. Probabilmente questo tipo di lavori fu di scarsa qualità, visto il tempo esiguo per la consegna e opera di artisti che oggi definiremmo madonnari. Questa enorme produzione comunque scemò rapidamente nei decenni successivi, con una forte diminuzione della domanda da parte dell'Europa occidentale.. Resta comunque il fatto che in quel tempo le migliori opere di questa arte, furono prodotte a Creta.

## XVI secolo

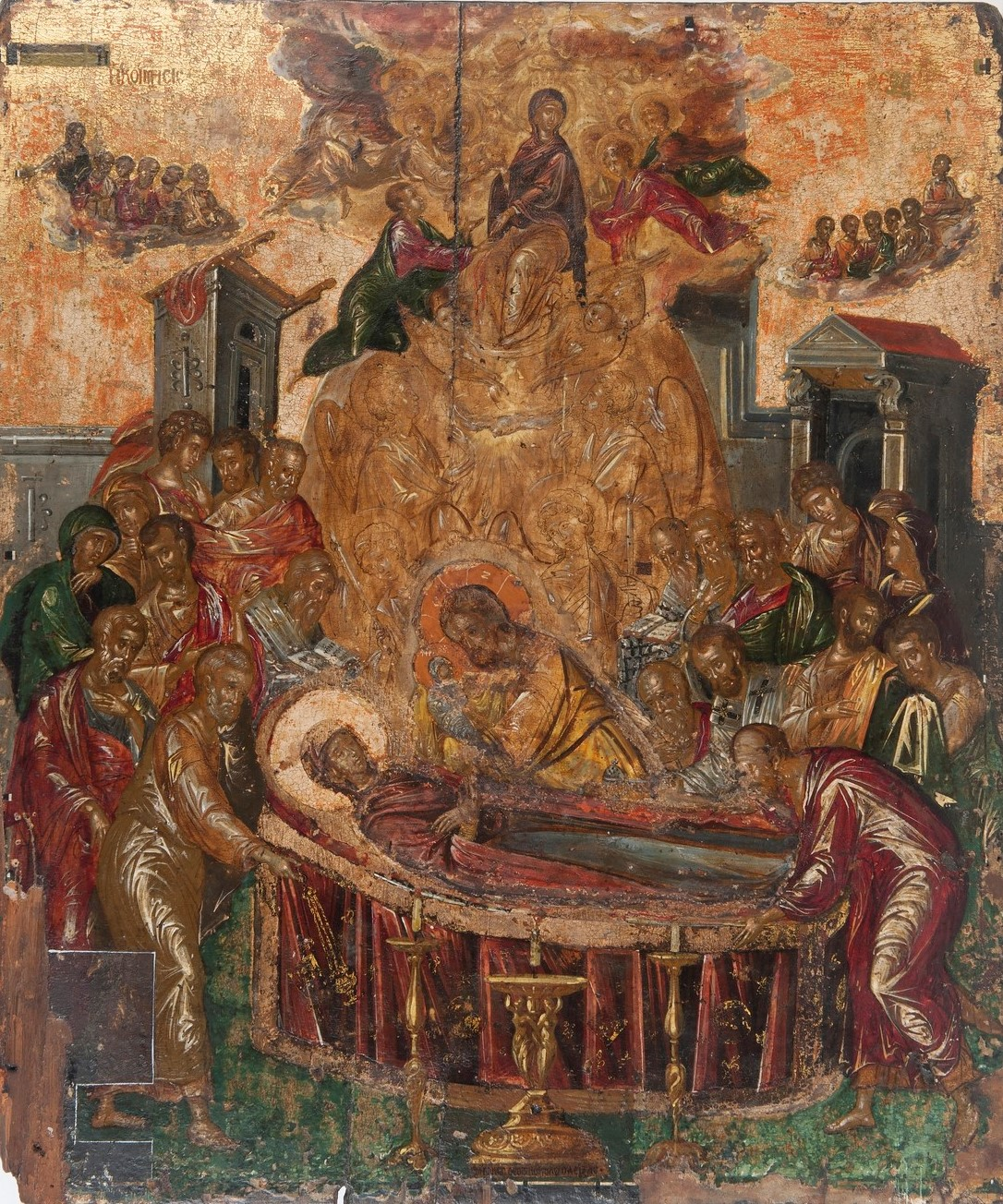
Dormizione di Maria di El Greco (prima del 1567, tempera e oro a pennello, 61,4 x 45 cm, nella cattedrale della Dormizione di Maria, Ermoupoli, Syra) fu dipinta probabilmente verso la fine del periodo cretese di El Greco. Il quadro contiene elementi Post-Bizantini e Manierismo italiano.

Circa 120 artisti sono documentati a Candia tra il 1453 – 1526, essi erano organizzati attorno alla Scuola di San Luca che era una corporazione di pittori dell'isola, che si rifaceva a modelli d'arte latina. La fusione tra le tradizioni bizantina e latina e una amichevole relazione tra le chiese ortodossa e cattolica, furono alla base del Rinascimento cretese, un periodo aureo per le arti sull'isola, dove sia la pittura che la letteratura fiorirono. Alcuni pittori scelsero di continuare nel solco della tradizione bizantina di Costantinopoli, altri subirono l'influenza dei maestri del Rinascimento veneziano, come Giovanni Bellini e Tiziano. Più tardi fu il Veronese a influenzare questa scuola. Alcuni lavori di questi maestri o copie erano presenti sull'isola, come alcune opere di scuola fiamminga erano presenti nella chiese cattoliche di Candia o si trovavano presso le collezioni private di ricchi mercanti veneziani e greci.
Documenti dell'epoca indicano due stili di pittura: quello dello alla maniera greca, in linea con lo stile bizantino e alla maniera latina, questi stili erano entrambi padroneggiati dai maestri cretesi evidenziando uno spiccato eclettismo e venivano utilizzati secondo le committenze. Era possibile ritrovare, i due stili nella stessa opera, uno accanto all'altro. La fama di questi artisti si diffuse per Grecia, tutto il bacino del Mediterraneo e l'Europa. All'inizio del XVI secolo la fama di questi pittori ritorna in auge in Europa, avendo gli stessi rinnovato i motivi e aggiustato l'iconografia ai nuovi gusti della clientela occidentale.

### Michele Damasceno
| - Due stili nell'opera di Michele Damascenos - Michele Damasceno Icona della Santa Liturgia - una composizione essenzialmente in stile ortodosso, ma con influenze occidentali, in particolare nella figura di Dio Padre. - Scene di un martirio Michele Damasceno, concepito in stile veneziano. |

### Gli artisti del XVI secolo

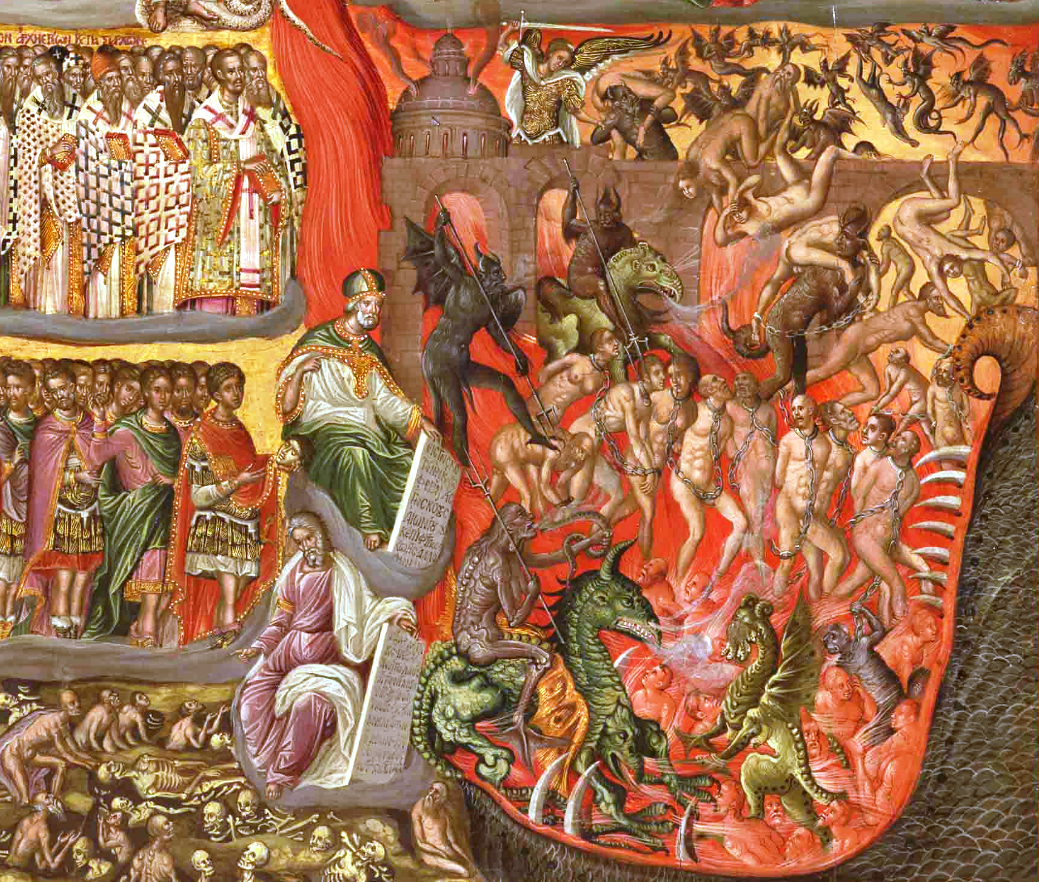
Dettagli dell'inferno in un quadro della Seconda venuta.(Georgios Klontzas, fine del XVI secolo)

Oltre a El Greco, i maggiori artisti di questo periodo furono Theophanis Strelitzas (Θεοφάνης Στρελίτζας), conosciuto come Teofane di Creta, Michele Damasceno (Μιχαήλ Δαμασκηνός), e Georgios Klontzas (Γεώργιος Κλόντζας). Vari membri della famiglia Lambardos furono pure validi artisti che fortunatamente avevano l'abitudine, forse assunta prima che in occidente, di firmare le loro opere, cosa che non era nella tradizione orientale.
Teofane di Creta
Fu un artista relativamente conservatore, il suo primo lavoro è datato 1527, tutti i lavori conosciuti di questo pittore, sono situati nell'area del mar Egeo. Fu il più importante artista di questa scuola del so tempo, egli unì alcuni elementi iconografici e stilisti di tipo latino, ma rimase essenzialmente un pittore di spirito bizantino.
El Greco
La formazione intellettuale e artistica giovanile di El Greco crebbe in questo ambiente. Nel 1563, all'età di ventidue anni, El Greco è descritto in un documento come maestro (maestro Domenigo), quindi già probabilmente responsabile di una bottega, pochi anni dopo abbandonò l'isola per Venezia e non vi fece più ritorno.

### Migrazione degli artisti cretesi
Dopo la metà del sedicesimo secolo, molti artisti cretesi si trasferirono a Venezia, sperando in una maggiore notorietà e lavoro. A differenza di El Greco, gli altri artisti della scuola cretese non modificarono sostanzialmente il loro stile e i loro metodi di lavoro. Semplicemente incorporarono alcuni motivi di stile latino in un contesto che rimaneva sostanzialmente bizantino. Jonathan Brown parte da una analisi percettiva del modo in cui El Greco si distinse dagli altri artisti cretesi attivi a Venezia mentre Richard Mann sostiene nessun altro pittore, di quella scuola, accettò i cambiamenti portati dal Rinascimento, restando sostanzialmente fedeli al proprio stile. Michele Damasceno ritornò sull'isola dopo tre anni, e vi rimase per il resto dei suoi giorni.

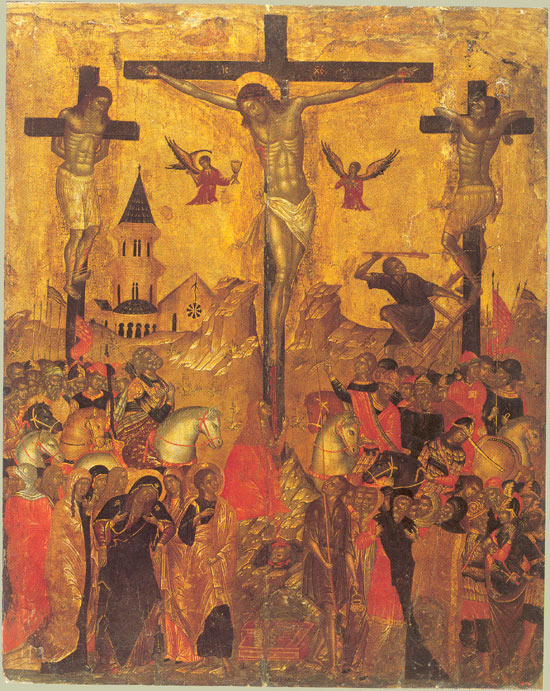
XVII secolo Crocifissione opera di Emmanuel Lambardos

## XVII secolo
Prominenti rappresentanti della scuola cretese di questo secolo furono Emmanuel Tzanes (Εμμανουήλ Τζάνες, 1610-1690), Emmanuele Lambardos e Theodoros Poulakis (Θεόδωρος Πουλάκης, 1622-1692). La scuola cretese continuò a fiorire, fino a metà di questo secoli, quando l'Impero ottomano occupò l'isola tranne Candia, che cadde dopo una resistenza durata venti anni nel 1669. Dopo l'occupazione ottomana dell'isola, il centro della pittura greca si spostò a occidente sulle Isole Ionie, che rimasero sotto controllo della Serenissima fino alle Guerre napoleoniche. In questo ambiente fiorì un nuovo movimento artistico chiamato scuola delle isole Ionie che subì un maggiore influsso occidentale. Molti artisti cretesi si spostarono nelle Ionie usufruendo della libertà artistica che vi regnava. Anche quando le isole vennero occupate dalla Francia e successivamente dall'Inghilterra queste isole rimasero un punto di riferimento dell'arte greca fino all'indipendenza nel 1830..

### Scuola in generale
- Various authors:From Byzantium to El Greco, Athens 1987, Byzantine Museum of Arts
- Chatzidakis, Manolis, in The Icon, 1982, Evans Brothers Ltd, London, 1981, ISBN 0-237-45645-1
- Robin Cormack, Painting the Soul; Icons, Death Masks and Shrouds, Reaktion Books, London, 1997.
- David Talbot-Rice, Byzantine Art, 3rd edn 1968, Penguin Books Ltd

### El Greco
- Bray, Xavier; El Greco; 2004; National Gallery Company, London (dist Yale UP);ISBN 1-85709-315-1
- Jonathan Brown, El Greco and Toledo, in El Greco of Toledo (catalogue), Little Brown, 1982, ASIN B-000H4-58C-Y.
- Marina Lambraki-Plaka, El Greco-The Greek, Kastaniotis, 1999, ISBN 960-03-2544-8.
- Richard G. Mann, Tradition and Originality in El Greco's Work (PDF), in "Journal of the Rocky Mountain", vol. 23, The Medieval and Renaissance Association, 2002,  pp. 83-110. URL consultato il 20 settembre 2009 (archiviato dall'url originale il 6 settembre 2006).
- Nikolaos M. Panayotakis, "The Cretan Period of the Life of Doménicos Theotocópoulos, in Festschrift In Honor Of Nikos Svoronos, Volume B, Crete University Press, 1986.